# Маленькая торговка углём
«Маленькая торговка углём» (исп. La chiquita piconera) — картина Хулио Ромеро де Торреса. Считается одной из творческих вершин художника. Закончена в 1930 году, незадолго до его  кончины.
Моделью для этой и нескольких других картин художника была одна и та же 13 или 14-летняя девочка Мария Тереза Лопес, жившая по соседству. Жизнь её от этого не изменилась к лучшему, несмотря ни на удивительную ее красоту, ни на знакомство с известным художником, даже наоборот, многие считали её падшей женщиной, а мужчина, за которого она вскоре вышла замуж, заставлял её продавать себя. После того, как умерла их двухлетняя дочь, она ушла от мужа и больше никогда замуж не выходила. Мария дожила до глубокой старости.
Оригинал картины хранится в Музее Хулио Ромеро де Торреса в его родной Кордове.